# ナサニエル・シェーラー

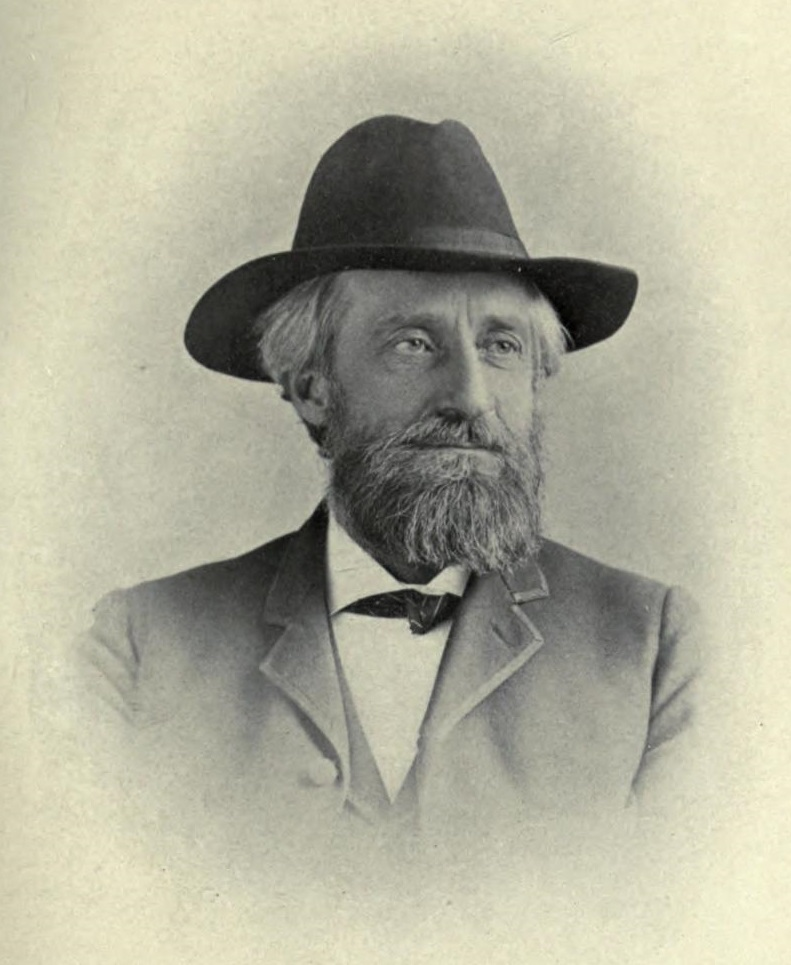
Nathaniel Shaler (1894)

ナサニエル・シェーラー（Nathaniel Southgate Shaler、1841年2月30日 - 1906年4月10日）はアメリカ合衆国の古生物学者、地質学者である。進化論に関する、神学的、科学的な意味合いに関する多くの著書などがある。

## 略歴
ケンタッキー州のニューポートで生まれた。ハーバード大学ローレンス科学学校（Lawrence Scientific school、現The Harvard School of Engineering and Applied Science）で、ルイ・アガシーの下で学んだ。1862年に卒業し1868年にハーバード大学の講師、1869年から1888年まで古生物学の教授、1888年から1906年まで地質学の教授を務めた。1891年にローレンス科学学校の校長を務め、1873年にはケンタッキー地質調査所の所長を務めた。1884年にアメリカ合衆国地質調査所の地質学者を務め、1895年にアメリカ地質学会の会長に選ばれた。 
ルイ・アガシーや彼の支援者がダーウィンの進化論の反対者であったことから、シェーラーもはじめ、創造論者、反ダーウィニストとしての立場に立った。シェーラーの大学での地位が確かなものになった後、進化論の原理やネオ・ラマルキズムを受け入れ、地質学や進化に関する多くのポピュラー・サイエンスの著書を執筆した。地理や歴史、哲学に関する著書もある。南北戦争では2年間、北軍の将校として従軍したが、奴隷制度や人種主義の擁護者であり、白人の優越を信奉していた。
地質学者としては土壌の形成などについて執筆し、土壌の形成への関心は西部開拓のための土壌の改良という実用的な目的を目指していた。
1909年に自伝を発表し、エリザベス1世を題材にした小説や南北戦争に関する小説も書いた。
月の東の海のクレーターの名前に献名されている。

## Works
- (1870). On the Phosphate Beds of South Carolina.
- (1876–82). Geological Survey of Kentucky [6 vols.]
- (1876). Memoirs of the Geological Survey of Kentucky.
- (1878). Thoughts on the Nature of Intellectual Property and its Importance to the State.
- (1880). "The Geology of Boston and its Environs," in The Memorial History of Boston.
- (1881). Illustrations of the Earth's Surface; Glaciers [with William Morris Davis].
- (1884). A First Book in Geology.
- (1885). Kentucky, a Pioneer Commonwealth ["American Commonwealth Series"].
- (1891). Nature and Man in America.
- (1892). The Story of Our Continent.
- (1893). The Interpretation of Nature.
- (1894). The United States of America [2 vols.]
- (1895). Domesticated Animals.
- (1895). The Geology of the Road-Building Stones of Massachusetts.
- (1896). American Highways.
- (1898). Geology of the Cape Cod District.
- (1898). Outlines of the Earth's History.
- (1899). Geology of the Narragansett Basin.
- (1900). The Individual: Study of Life and Death.
- (1903). A Comparison of the Features of the Earth and the Moon.
- (1904). The Citizen: A Study of the Individual and the Government.
- (1904). The Neighbor.
- (1905). Man and the Earth.
- (1909). The Autobiography of Nathaniel Southgate Shaler.

小説
- (1903). Elizabeth of England: A Dramatic Romance in Five Parts.

詩
- (1906). From Old Fields: Poems of the Civil War.